# 山田五十鈴
山田 五十鈴（やまだ いすず、1917年2月5日 - 2012年7月9日）は、日本の女優。本名︰山田 美津（やまだ みつ）。愛称は「ベルさん」。位階は従三位。

## 概要
戦前から戦後にかけて活躍した、昭和期を代表する映画女優の1人である。
時代劇映画の娘役を経て、溝口健二監督の『祇園の姉妹』で地位を確立。以来、優れた演技力で数多くの名作に出演した。1960年代以降は舞台女優として活動し、水谷八重子、杉村春子とともに「三大女優」と呼ばれた。また、テレビドラマ『必殺シリーズ』では女仕事人役を演じて人気を得た。2000年（平成12年）に女優として初めての文化勲章を受章した（受章辞退者をも含めて、杉村が初）。
生前に月田一郎、滝村和男、加藤嘉、下元勉との結婚歴があった。女優の嵯峨三智子は月田との間に生まれた娘であった。

## 来歴・人物

### 映画界へ
1917年（大正6年）2月5日（月曜日）、大阪府大阪市南区千年町（現在の中央区東心斎橋）に生まれる。父の山田九州男は新派俳優で、母の律は北新地の売れっ子芸者だった。山田はその母の命で、数え年で6歳の時から常磐津、長唄、清元、日本舞踊の稽古を始めた。
1924年（大正13年）、関西に出稽古に来ていた三世清元梅吉について本格的に清元を習い始める。1925年（大正14年）、父が成美団に参加するため一家で上京して日本橋浜町の旅館に住み、久松小学校に入学するが、人気の落ち込んでいた父が仲間を集めて満州へ巡業に行ってしまい、旅館住まいが困難になったため、本郷区金助町の駄菓子屋の裏店に移住する。その後、永田町に2階借りし、母と共に清元梅吉の内弟子となった。1927年（昭和2年）、師匠から清元梅美智の名を貰い、母娘揃って名取となる。後、母と宝塚に移り住み、清元の師匠をやって生計を立てた。
1930年（昭和5年）、父が日活太秦撮影所所長の池永浩久を知っていた縁で、同撮影所に月給百円という幹部女優並みの待遇で入社。芸名は伊勢神宮の五十鈴川にちなんで山田 五十鈴と決まり、同年に『剣を越えて』で大河内傳次郎の相手役としてデビューした。続いて池田富保監督のオールスター特作『元禄快挙 大忠臣蔵 天変の巻・地動の巻』に、新人としては異例の大抜擢で出演した。デビュー1年目の同年だけで15本の作品に出演し、その後も伊藤大輔監督の『続大岡政談 魔像解決篇』、内田吐夢監督の『仇討選手』、伊丹万作監督の『國士無双』『武道大鑑』、山中貞雄監督の『盤嶽の一生』など、一流の監督作品に立て続けに出演。可憐なヒロイン役で人気を集め、日活時代劇のトップ女優となった。

### 第一映画社から東宝へ
1934年（昭和9年）9月、日活を退社した永田雅一が第一映画社を設立し、伊藤、溝口健二、鈴木傳明らとともに同社に参加する。溝口監督の『マリアのお雪』『折鶴お千』に主演するが、後者の撮影中に同社に移籍した月田一郎の子を身籠り、翌1935年（昭和10年）3月1日に美和子（後の瑳峨三智子）を出産した。月田と結婚し、出産を機に女優を廃業しようと考えていたが、
1936年（昭和11年）溝口監督の『浪華悲歌』で復帰。続けて『祇園の姉妹』に主演すると、その演技が高く評価され、生涯女優をやることを決意した。同年、第一映画が解散し、新興キネマ京都太秦撮影所に月田とともに移籍した。
1938年（昭和13年）6月、東宝映画に入社。同社第1作は川口松太郎原作・成瀬巳喜男監督の『鶴八鶴次郎』で、長谷川一夫と三味線弾きの夫婦に扮し、気は強く情にはもろい女芸人気質を好演した。それ以来、『蛇姫様』『昨日消えた男』『婦系図』などで長谷川とコンビを組んだ。そのほか『新篇丹下左膳』シリーズでは丹下左膳役の大河内の相手役を演じ、渡辺邦男監督の『新妻鏡』、成瀬監督の『上海の月』ではヒロインを演じた。スターとして揺るぎない地位を占めたが、夫の月田は役に恵まれず、夫婦の収入に差が生じるようになり、夫婦仲も次第に亀裂が入る。1940年（昭和15年）には別居し、娘の美和子は月田家が引き取った。1942年（昭和17年）に月田と離婚し、映画製作者の滝村和男と結婚するが、1年余りで離婚した。
1942年（昭和17年）、長谷川と共に新演伎座を結成。3月に東京宝塚劇場で菊田一夫作『ハワイの晩鐘』、川口作『お島千太郎』で旗揚げして以降、『伊那の勘太郎』『姿三四郎』などの舞台に立ち、太平洋戦争末期には軍の慰問にも回った。翌1943年（昭和18年）、花柳章太郎主演の『歌行燈』に出演するが、この共演を機に花柳と恋愛関係に陥った。

### 戦後・演技派女優へ

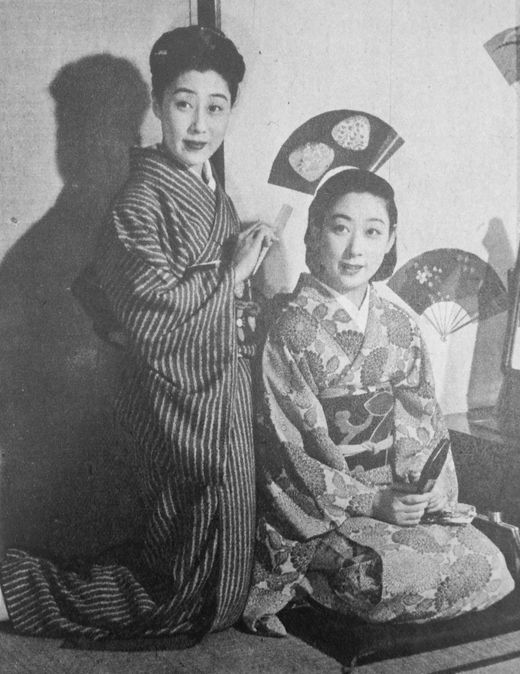
花柳小菊（右）と（1949年）

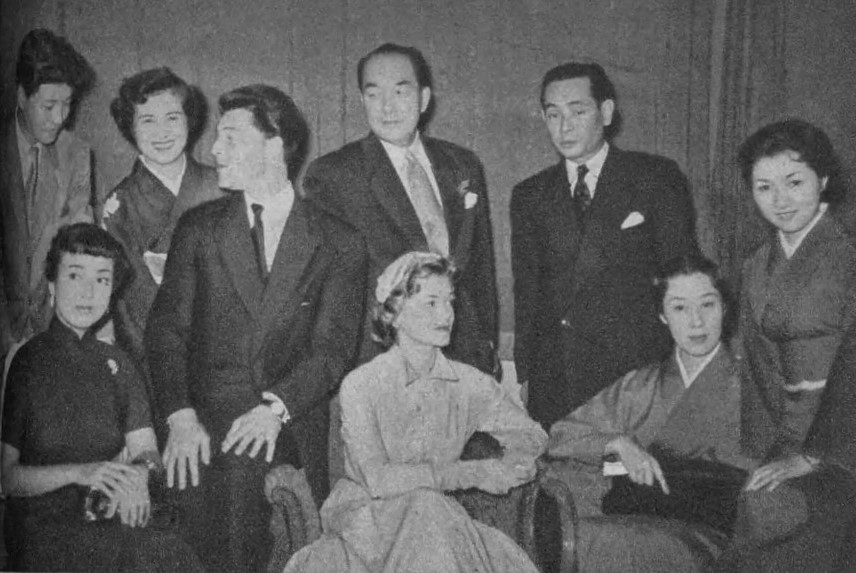
1953年10月18日から28日にかけて、第1回「フランス映画祭」が東京、大阪、京都の各都市で開催され、ジェラール・フィリップとシモーヌ・シモンが来日した。写真は会期中の10月23日に高輪光輪閣で行われたパーティーの模様。前列左から、京マチ子、ジェラール・フィリップ、シモーヌ・シモン、山田五十鈴、高峰秀子。後列左から、池部良、三益愛子、早川雪洲、木下惠介。

1946年（昭和21年）、豊田四郎監督の『檜舞台』が戦後第1作となり、戦中の『芝居道』以来共演のなかった長谷川とコンビを復活した。次いで衣笠貞之助監督の『或る夜の殿様』に出演し、同時に衣笠とも恋愛関係を結んだ。同年10月、第2次東宝争議が発生。ストに反対する大河内に同調して、長谷川、高峰秀子、藤田進、黒川弥太郎、入江たか子、原節子、山根寿子、花井蘭子とともに十人の旗の会を結成して日本映画演劇労働組合（略称：日映演）傘下の東宝従業員組合を脱退。これが元で翌1947年（昭和22年）3月に新東宝映画製作所が創立された。しかし、すぐにその脱退組を離れてフリーとなり、製作が再開された東宝で衣笠監督の『女優』に松井須磨子役で主演した。この頃、妻子ある衣笠と経堂に新居を建て、同棲生活をしている。
1950年（昭和25年）、同年公開の『影法師』で共演した加藤嘉と結婚。共産党員だった加藤の影響で思想的に左旋回し、同年に日映演に加入。「人民女優」とのレッテルを張られ、レッドパージの対象にもなった。1952年（昭和27年）、加藤とともに現代俳優協会を設立。この頃は亀井文夫監督の『母なれば女なれば』『女ひとり大地を行く』、関川秀雄監督の『ひろしま』など、独立プロ系の監督作に多く出演した。
その間、娘の瑳峨三智子が東映に入社し、母娘が再会する。しかし、瑳峨は自分を棄てた山田を憎み撮影所で会ったときも母のことを「山田さん」と呼んでいたとされる。そのわだかまりは、瑳峨が山田より先に死を迎えるその日までついに消えなかった。1954年（昭和29年）2月、加藤と家庭と仕事の不成立を理由に協議離婚。その直後に下元勉と結婚する。
その後は女優として最も充実した時期となり、成瀬監督の『流れる』、豊田監督の『猫と庄造と二人のをんな』、小津安二郎監督の『東京暮色』、黒澤明監督の『蜘蛛巣城』『どん底』、渋谷実監督の『悪女の季節』『もず』、市川崑監督の『ぼんち』など、巨匠・中堅問わず幅広い作品に出演。
この時期だけでブルーリボン賞主演女優賞（1956年）・助演女優賞（1957年）をそれぞれ1回、毎日映画コンクール女優主演賞を1回、キネマ旬報ベスト・テン女優賞を2回受賞し、名実ともに映画界を代表する大女優となった。

### 舞台・テレビでの活躍
1959年（昭和34年）、第4回新劇合同公演『関漢卿』に招かれて滝沢修と共演。その後映画出演の傍ら舞台出演が多くなり、1962年（昭和37年）に東宝演劇部と専属契約を結んでからは、活動の場は舞台中心へと移る。以後、商業演劇の看板役者となり、杉村春子・水谷八重子とともに三大女優と呼ばれた。代表作の1つである『たぬき』では立花家橘之助を演じ、浮世節を弾き語りして評判を得た。また、『津軽三味線ながれぶし』では三橋美智也と三味線の連れ弾きを披露している。そのほか、『香華』『華岡青洲の妻』『淀どの日記』『愛染め高尾』『太夫さん』など数多くの舞台に立った。1987年（昭和62年）には、ファン投票によって主演作10作を選定し、「五十鈴十種」と名付けた。また、若手の邦楽家や役者に三味線やお囃子を発表する会「東宝たぬき会」を立ち上げ、中村又五郎と共に指導を行っていた。
一方、1957年（昭和32年）からテレビドラマにも出演するようになり、大河ドラマ『赤穂浪士』では大石内蔵助の妻りくを演じた。必殺シリーズはテレビドラマでの代表作となり、いずれも三味線弾きの人物を演じた。『必殺からくり人』に始まるからくり人シリーズでは花乃屋仇吉や泣き節お艶、『必殺仕事人』ではおとわを演じた。『新・必殺仕事人』以降の作品では、三味線の撥を武器にする女元締のおりくを演じ、当たり役とした。同役では『必殺仕事人V』まで出演し、劇場版2作にも登場した。実に10年間に及んだシリーズ出演のきっかけは、娘の瑳峨三智子が『必殺必中仕事屋稼業』にゲスト出演した回を視聴し、その映像美に感銘して朝日放送の仲川利久プロデューサーに電話で出演を希望したことというエピソードが、仲川と山田誠二の共著『秘録必殺シリーズの舞台裏 カルト時代劇に賭けた男たち』（洋泉社）に記述されている。

### 晩年・死去
1980年（昭和55年）頃に京都の自宅を引き払い、安全が保障されている上にお手伝いさんもいらないという理由で東京・帝国ホテルの一室で生活を送っていた。その後も精力的に舞台に出演し、1993年（平成5年）に文化功労者、2000年（平成12年）に女優としては初めての文化勲章を受章した。
2000年に発表された『キネマ旬報』の「20世紀の映画スター・女優編」で日本女優の6位、同号の「読者が選んだ20世紀の映画スター女優」では第5位になった。2014年（平成26年）発表の『オールタイム・ベスト 日本映画男優・女優』では日本女優4位となっている。
2002年（平成14年）4月に脳梗塞を発症、この年を最後に公の場に姿を見せることはなかったが、親交のあった松井誠によれば、2009年（平成21年）の時点では復帰を目指してリハビリに励んでいたという。最後の舞台は2001年（平成13年）に行われた『桜の園』の朗読会で、最後のテレビ出演はNHK教育テレビの『芸能花舞台』（2002年放送）だった。
2012年（平成24年）7月9日午後7時55分、多臓器不全により東京都稲城市内の病院で死去。95歳没。。戒名は「寳光院天猷玅津大姉（ほうこういんてんゆうみょうしんだいし）」（「玅」は玄に少）。「宝の光」や「遥（はる）かな天を描く」「妙（たえ）なる潤い」などの意味が込められている。墓所は大徳寺三玄院。
葬儀には、生前に山田を慕っていた俳優らでつくる「養子会」のメンバーである市村正親、西郷輝彦、榎木孝明、萬田久子を始め、司葉子、浜木綿子、三田佳子、八千草薫、北大路欣也、平幹二朗、中条きよし、池上季実子、草笛光子、佐久間良子、宇津井健、朝丘雪路、富司純子、江波杏子、山本陽子、三浦布美子、石井ふく子、中村メイコ、坂東三津五郎、南果歩、沢口靖子、など600名が参列した。

## エピソード
1958年（昭和33年）のロンドン映画祭に黒澤明が招待され、山田が主演した『蜘蛛巣城』がオープニング上映された。直後に行われたパーティで黒澤がローレンス・オリヴィエ、ヴィヴィアン・リー夫妻と会食した際、ヴィヴィアンは山田に対して大きな関心を示し、抑制された演技と発狂する場面でのメーキャップについて、黒澤に繰り返し質問したという。
ニュース映画「日本ニュース」戦後編 第91号にて映画、演劇の入場税引き上げに反対する署名運動に参加している姿が写されている。

## 受賞・受章歴
- ブルーリボン賞
  - 1952年：主演女優賞『現代人』『箱根風雲録』
  - 1955年：助演女優賞『たけくらべ』『石合戦』
  - 1956年：主演女優賞『母子像』『猫と庄造と二人のをんな』『流れる』
- 毎日映画コンクール
  - 1952年：女優主演賞『現代人』『箱根風雲録』
  - 1956年：女優主演賞『母子像』『猫と庄造と二人のをんな』『流れる』
- キネマ旬報ベスト・テン
  - 1956年：女優賞『猫と庄造と二人のをんな』『流れる』
  - 1957年：女優賞『蜘蛛巣城』『どん底』『下町』
- 芸術選奨文部大臣賞
  - 1958年：『蜘蛛巣城』
  - 1984年：『太夫さん』
- 1963年：第9回テアトロン賞『香華』『丼池』『明智光秀』
- 芸術祭
  - 1974年：大賞『たぬき』
  - 1977年：大賞『愛染め高尾』
  - 1983年：大賞『太夫さん』
- 1974年：第16回毎日芸術賞
- 1982年：第8回菊田一夫演劇賞 大賞 『たぬき 前・後編』
- 1990年：京都府文化賞特別功労賞
- 1993年：文化功労者
- 1993年：第14回松尾芸能賞 大賞
- 1993年：朝日賞[27]
- 日本アカデミー賞
  - 1995年：会長特別賞[28]
  - 2001年：協会栄誉賞
  - 2013年：会長特別賞（没後）
- 2000年：文化勲章
- 2000年：名誉都民
- 2001年：第41回牧野省三賞[29]
- 2012年：第30回ゴールデングロス賞 特別功労賞（没後）
- 2012年：第57回「映画の日」特別功労章[30]
- 2012年：従三位[31]（没後）

## 出演作品

### 映画

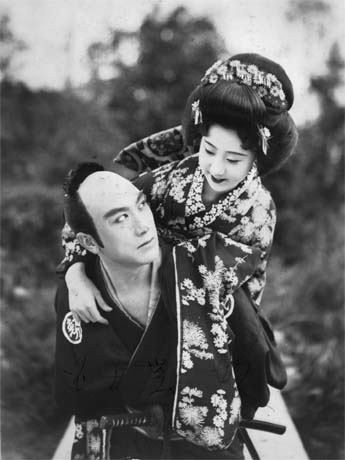
『國士無双』（1932年）

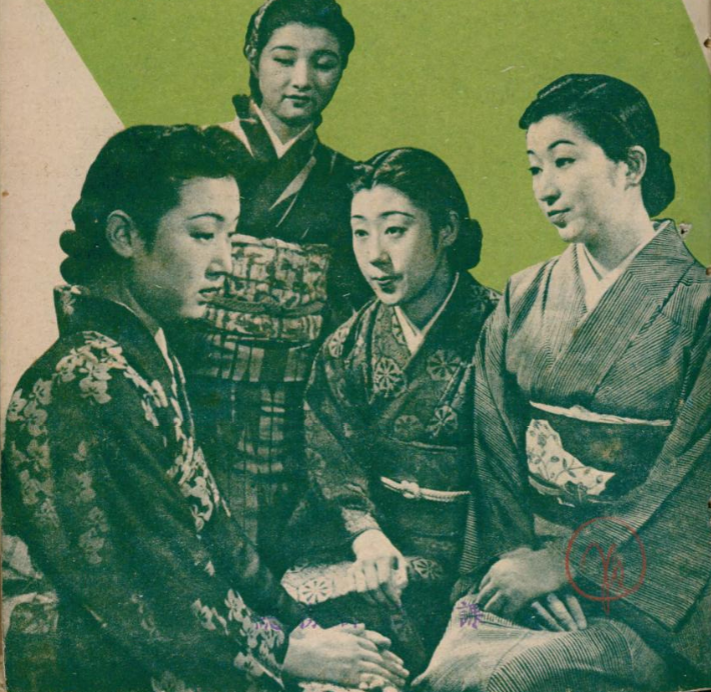
『四つの結婚』（1944年）

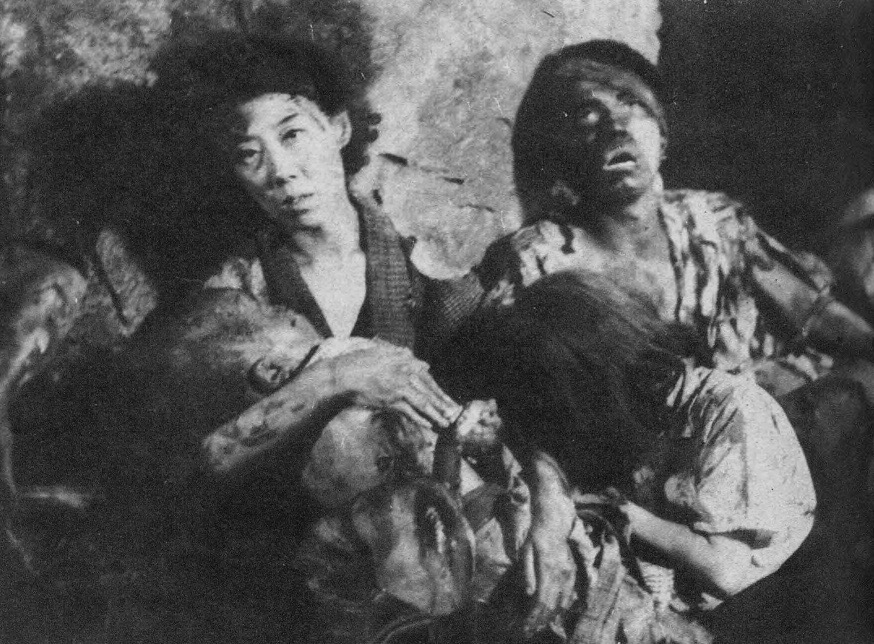
『ひろしま』（1953年）

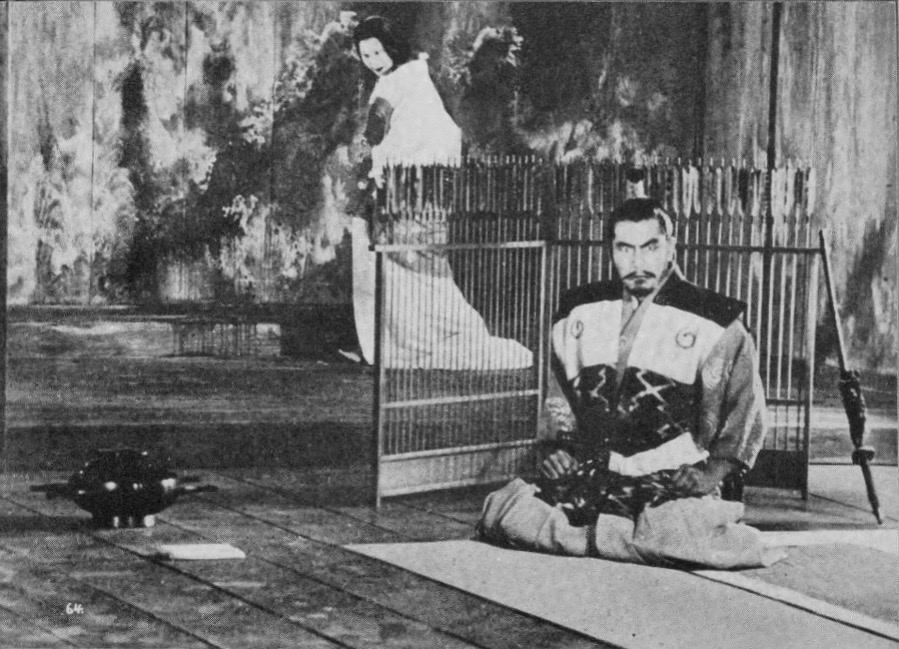
『蜘蛛巣城』（1957年）

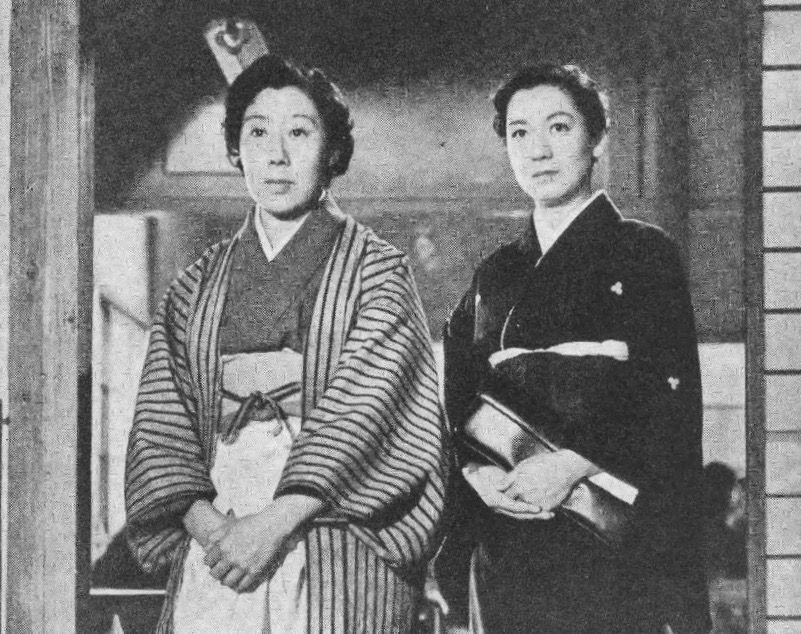
『東京暮色』（1957年）

太字の題名はキネマ旬報ベスト・テンにランクインした作品
- 剣を越えて（1930年、日活） - お加代
- 元禄快挙 大忠臣蔵 天変の巻・地動の巻（1930年、日活） - 雛菊
- 素浪人忠弥（1930年、日活） - 八重
- 興亡新選組（1930年、日活） - 妹寿々
- 殉教血史 日本二十六聖人（1931年、日活） - 侍女マダレナ桜木
- 続大岡政談 魔像解決篇（1931年、日活） - お鈴
- 仇討選手（1931年、日活） - お静
- 國士無双（1932年、片岡千恵蔵プロダクション） - お八重
- 弥太郎笠（1932年、片岡千恵蔵プロダクション） - お雪
- 闇討渡世（1932年、片岡千恵蔵プロダクション） - お静
- 白夜の饗宴（1932年、片岡千恵蔵プロダクション） - お市
- 真珠夫人（1933年、日活）
- 盤嶽の一生（1933年、日活） - 親分の娘
- 月形半平太（1933年、日活） - 梅松
- 丹下左膳 第一篇（1933年、日活） - 萩野
- 武道大鑑（1934年、片岡千恵蔵プロダクション） - お妙
- 風流活人剱（1934年、片岡千恵蔵プロダクション） - お京
- ちりめん供養（1934年、日活） - 娘お京
- 丹下左膳 剣戟の巻（1934年、日活） - 萩野
- 忠臣蔵 刃傷篇 復讐篇（1934年、日活） - 瑶泉院
- 愛憎峠（1934年、日活） - 坂東歌吉
- 折鶴お千（1935年、第一映画） - お千
- マリヤのお雪（1935年、第一映画） - お雪
- 父帰る 母の心（1935年、第一映画） - おたね
- 新納鶴千代（1935年、新興キネマ） - 菊姫
- 浪華悲歌（1936年、第一映画） - 村井アヤ子
- 祇園の姉妹（1936年、第一映画） - おもちゃ
- 沓掛時次郎（1936年、新興キネマ） - おきぬ
- 大坂夏の陣（1937年、松竹キネマ） - 千姫
- 静御前（1938年、新興キネマ） - 静御前
- 鶴八鶴次郎（1938年、東宝映画） - 鶴八
- その前夜（1939年、東宝映画） - お咲
- 新妻鏡（1940年、東宝映画） - 七里文代
- 蛇姫様（総集篇）（1940年、東宝映画） - お島
- 嵐に咲く花（1940年、東宝映画） - 増水けい
- 昨日消えた男（1941年、東宝映画） - 芸者小富
- 女学生記 (1941年、東京発声)　- 千人針の女(特別出演)
- 待って居た男（1942年、東宝映画）
- 婦系図（1942年、東宝映画） - お蔦
- 歌行燈（1943年、東宝映画） - お袖
- 芝居道（1944年、東宝） - 竹本花龍
- 四つの結婚（1944年、東宝） - 宏子
- 名刀美女丸（フランス語版）（1945年、松竹） - 小野田笹枝
- 勝利の日まで（1945年、東宝）
- 或る夜の殿様（1946年、東宝） - 女中おみつ
- 東宝千一夜（1947年、新東宝）
- 女優（1947年、東宝） - 松井須磨子
- 小判鮫（1948年、新演伎座） - お七
- 甲賀屋敷（1949年、新演伎座） - お綱
- 殺陣師段平（1950年、東横映画） - 女房お春
- おぼろ駕籠（1951年、松竹） - 中藹三沢
- 我が家は楽し（1951年、松竹） - 植村なみ子
- 鞍馬天狗 角兵衛獅子（1951年、松竹） - 礫のお喜代
- 海の花火（1951年、松竹） - 魚住薫
- 大江戸五人男（1951年、松竹） - 長兵衛女房・お兼
- 薩摩飛脚（1951年、松竹） - 萠
- 母なれば女なれば（1952年、キヌタプロ） - 安川春枝
- 箱根風雲録（1952年、新星映画） - リツ
- 赤穂城（1952年、東映） - 瑶泉院阿具理
- 續 赤穂城 （1952年、東映） - 瑶泉院阿具理
- 月形半平太（1952年、松竹） - 芸妓染八
- 現代人（1952年、松竹） - マダム品子
- 江戸いろは祭り（1953年、松竹） - 女房おなか
- 加賀騒動（1953年、東映） - お浅の局
- 女ひとり大地を行く（1953年、キヌタプロ） - 妻サヨ
- 女間者秘聞 赤穂浪士（1953年、東映） - 瑶泉院
- 縮図（1953年、近代映画協会） - 春芳の女将民子
- 雲ながるる果てに（1953年、重宗プロ・新世紀映画） - 深見の母
- あばれ獅子（1953年、松竹） - お信
- ひろしま（1953年、日教組） - 大庭みね
- 唐人お吉 (1954年の映画)（英語版）（1954年、京映プロ） - 唐人お吉
- 地獄の剣豪 平手造酒（1954年、日活） - 旅の女お吟
- からたちの花（1954年、日活） - 中野とよ
- 億万長者（1954年、青俳クラブ） - 花熊
- 忠臣蔵 花の巻・雪の巻（1954年、松竹）- 大石妻りく
- 愛すればこそ（1955年、独立映画） - 母八重子
- 愛のお荷物（1955年、日活） - 貝田そめ
- 番場の忠太郎（1955年、新東宝） - お浜
- 路傍の石（1955年、松竹） - 母れん
- たけくらべ（1955年、新芸術プロ） - お吉
- 青銅の基督（1955年、松竹） - 君香
- 人生とんぼ返り（1955年、日活） - お春
- 石合戦（1955年、民芸） - 妻鴻子
- 源義経（1955年、東映） - 常盤御前
- 夕やけ雲（1956年、松竹） - 母喜代
- 母子像（1956年、東映） - 和泉ユキ子
- 病妻物語 あやに愛しき（1956年、民芸） - 花菱のおかみさん
- 京洛五人男（1956年、松竹） - お芳
- 猫と庄造と二人のをんな（1956年、東京映画） - 妻晶子
- 流れる（1956年、東宝） - つや奴
- 続源義経（1956年、東映） - 常盤御前
- 蜘蛛巣城（1957年、東宝） - 鷲津浅茅
- 東京暮色（1957年、松竹） - 相馬喜久子
- 大忠臣蔵（1957年、松竹） - 戸無瀬
- どん底（1957年、東宝） - お杉
- 黒い河（1957年、松竹） - 家主幹子
- 下町（1957年、東宝） - 矢沢りよ
- 侍ニッポン（1957年、松竹） - お鶴
- 四季の愛欲（1958年、日活） - 浦子
- 暖簾（1958年、宝塚映画） - 八田千代
- 眠狂四郎無頼控 魔剣地獄（1958年、東宝） - 千寿院
- 悪女の季節（1958年、松竹） - 菅原妙子
- 大東京誕生 大江戸の鐘（1958年、松竹、演：松本幸四郎）
- 風来物語 仁侠篇（1959年、大映） - 明石織枝
- 予科練物語 紺碧の空遠く（1960年、松竹） - お竹
- ぼんち（1960年、大映） - 喜久治の母・勢以
- 草間の半次郎 霧の中の渡り鳥（1960年、東映） - おとく
- 夜の流れ（1960年、東宝） - 藤村綾
- もず（1961年、松竹） - 一福のおかみ
- 大坂城物語（1961年、東宝） - 淀君
- 用心棒（1961年、東宝） - 清兵衛女房おりん
- 安寿と厨子王丸（1961年、東映動画） - 母八汐[32] ※声の出演
- 釈迦（1961年、大映） - カリティ
- 三百六十五夜（1962年、東映） - 大江しづ子
- 秦・始皇帝（1962年、大映） - 太后
- 大奥㊙物語（1967年、東映） - 松島
- ある映画監督の生涯 溝口健二の記録（1975年、近代映画協会）- 本人出演
- 疑惑（1982年、松竹） - 堀内とき枝
- 劇場版必殺シリーズ（松竹） - おりく
  - 必殺! THE HISSATSU（1984年）
  - 必殺! ブラウン館の怪物たち（1985年）

### テレビドラマ
- 東芝日曜劇場（KR→TBS）
  - 第14回「井伊大老」（1957年）
  - 第23回「女将」（1957年）
  - 第38回「十七夜」（1957年）
  - 第43回「夜の波音」（1957年）
  - 第54回「石となりぬる」（1957年）
  - 第78回「星を眺める最後の夜」（1958年）
  - 第87回「夕立雲」（1958年）
  - 第93回「橋づくし」（1958年）
  - 第314回「影」（1962年）
  - 第339回「こんど生まれたら」（1963年）
  - 第379回「いろ」（1964年）
  - 第456回「猫じゃ猫じゃ」（1965年）
  - 第492回「惜春」（1966年）
  - 第502回「ふたりぼっち」（1966年）
  - 第523回「証文」（1966年）
  - 第536回「ふたりぼっち つげのくし」（1967年）
  - 第558回「ふたりぼっち その3 他人は他人でも」（1967年）
  - 第608回「ふたりぼっち ふたりは二人」（1968年）
  - 第638回「本妻さん」（1969年）
  - 第669回「狐々さん」（1969年）
  - 第681回「春よこい」（1969年）
  - 第698回「花は虹、柳は緑」（1970年）
  - 第717回「ぎっちょんちょん」（1970年）
  - 第770回「夫婦タクシー」（1971年） - よし乃
  - 第783回「妻の内緒」（1971年）
  - 第1099回「流れゆく日々」（1978年）
  - 第1161回「雪の大文字」（1979年）
  - 第1179回「神戸 元町 おもかげ通り」（1979年）
  - 第1200回「女たちの忠臣蔵」（1979年） - おりん
  - 第1221回「五月の街」（1980年） - 九里子
  - 第1233回「女の坂道」（1980年）
- ウロコ座（KR）
  - 第51回「おっかさん」（1957年）
  - 第60回「無明と愛染」（1957年）
  - 第66回「姫重態」（1957年）
  - 第93・94回「恋文」（1958年）
- お好み日曜座 / 残菊物語（1959年、NHK総合）
- NECサンデー劇場 / 女殺油地獄（1960年、NET）
- 真実一路（1963年、NTV）
- 大河ドラマ（NHK総合）
  - 赤穂浪士（1964年） - りく
  - 源義経（1966年） - 常磐
  - 葵 徳川三代（2000年1月23日、2月13日、4月16日、4月23日） - 於大
- 日産スター劇場 / 占う女（1964年、NTV） - 高村千代
- ポーラ名作劇場（NET）
  - 第59回「香華」（1965年）
  - 第65回「東は東 西は西」（1965年） - たつ枝
- シオノギテレビ劇場 / 築山殿始末（1966年、CX）
- 剣 第4回「大阪夏の陣」（1967年、NTV） - 淀君
- 伝七捕物帳 第3話「家名に泣く母」（1973年、NTV） - お梶
- グランド劇場（NTV）
  - 竹千代と母（1970年） - 華陽院
  - さよなら・今日は（1973年） - 高橋菊代
  - 新春大吉（1977年） - 山口あぐり
  - 華麗なる大泥棒!四丁目の刑事の家の間借人（1977年） - 立花真砂
- ふたりぼっち（1974年、CBC） - 井寿きん
- いごこち満点（1976年、TBS） - 春日とめ
- 必殺シリーズ（朝日放送）
  - 必殺仕置屋稼業 第15話「一筆啓上欺瞞が見えた」（1975年）- たか[33]
  - 必殺からくり人（1976年） - 花乃屋仇吉[注釈 3]
  - 新 必殺からくり人（1977年） - 泣き節お艶
  - 必殺からくり人・富嶽百景殺し旅（1978年） - 出雲のお艶
  - 必殺仕事人（1979年） - おとわ
  - 新・必殺仕事人（1981年） - 三味線屋のおりく
  - 必殺仕事人III（1982年） - おりく
  - 必殺仕事人IV（1983年） - おりく
  - 必殺仕事人V（1985年） - おりく
- 日本の戦後 第3集「酒田紀行」（1977年6月23日、NHK総合） - 本間静
- つくしんぼ（1977年 - 1978年、THK） - 銭神のマサ
- 変身旅行（1978年1月1日、NHK総合） - 三鈴八千代
- 悪女について（1978年、テレビ朝日） - 瀬川のぶ代
- たんぽぽ 第5シリーズ（1978年、NTV） - 高根糸子
- 日本名作怪談劇場 第3話「四谷怪談」（1979年7月4日、12ch）- 津軽三味線演奏
- なさけ坂旅館 （1980年、ABC） - 丸川きくゑ
- 心（1980年5月8日 - 1981年、TBS） - 長谷川志津※第三回、第五回、第十一回、第十二回、第十三回、第十六回、第二十五回、第三十一回、第三十二回、最終回（第四十回）に特別出演。
- 眠狂四郎円月殺法 第9話「はぐれ三味線運命剣-蒲原の巻-」（1983年1月19日、TX） - おとは
- 裸の大将放浪記 第12話「ヨメ子は天女になったので」（1983年、KTV） - 富久保明乃
- 大奥（1983年11月15日、11月23日、KTV） - ゆり
  - 第33話「吉宗と肝っ玉母さん」
  - 第34話「陽気な未亡人」
- 樅ノ木は残った（1990年、NTV） - 慶月院
- びいどろで候〜長崎屋夢日記（1990年、NHK総合） - お鈴
- 鬼平犯科帳（CX）
  - 第2シリーズ 第2話「むかしの女」（1990年10月24日） - おろく
  - 第4シリーズ 第4話「正月四日の客」（1993年） - おこう
- 怒る男・わらう女（1999年、NHK総合）- 樋口カネ
- ドラマ家族模様 / マッチポイント!（2000年、NHK総合）- 有沢重子
- 暴れん坊将軍 800回新春スペシャル「江戸城乗っ取り!!人質は百万人!?危うし!八百八町が火の海に」（2001年1月11日、テレビ朝日） - 浄蓮（特別出演）*クレジット上では特別出演記載なし

### その他のテレビ出演
- 徹子の部屋（テレビ朝日） - 1976年3月4日、1981年10月23日、1983年5月11日、1986年4月3日、1991年3月22日、1993年12月13日、1995年2月21日、1995年2月27日、1998年10月2日、2000年12月20日、年月日、※計11回出演
- 花王名人劇場「第2回花王名人大賞」（1982年4月4日、KTV） - 特別賞[34]
- すばらしき仲間「女優として女として」（1986年4月27日、CBCテレビ） - 杉村春子と出演[35]
- 芸を語る「山田五十鈴　『たぬき』と『淀どの』の間」（1988年10月5日、NHK総合）[36]
- 第50回NHK紅白歌合戦（1999年12月31日、NHK総合・ラジオ第1） - 八代亜紀の曲紹介としてゲスト出演。

### CM
- （社）全国牛乳普及協会（1987年）
- 公共広告機構（現：ACジャパン） たった2羽からの提言（1990年） - ナレーター
- 朝日新聞
- カネボウ化粧品（フェアクレア）
- 宝酒造 松竹梅（1996年）

### 舞台作品

#### 五十鈴十種
- 狐狸狐狸ばなし - おきわ 役
1961年（昭和36年）2月、東京宝塚劇場で初演。北條秀司作・演出。初演時の共演は森繁久彌（伊之助）、17世中村勘三郎（重善）、三木のり平（又市）。
- 香華 - 郁代 役
1963年（昭和38年）9月、芸術座で初演。有吉佐和子作・中野実演出。この演技でテアトロン賞を受賞。上演回数800回以上の記録を持つ。
1988年（昭和63年）10月に帝国劇場で『新版 香華』が上演。共演は田村高廣（八郎）、山本陽子（朋子）、淡島千景（太郎丸）など。
- 女紋 - 山田敬 役
1966年（昭和41年）初演。池田蘭子作、菊田一夫脚本。初演時の共演は瑳峨三智子（女中紀美）、浜木綿子（内田寧）、宮口精二（玉田玉麟）、金子信雄（小田都三郎）など。
- 淀どの日記 - お市の方・淀殿 役
1968年（昭和43年）初演。井上靖作、榎本滋民演出。
1971年（昭和46年）に「山田五十鈴舞台生活35周年記念公演」として上演。共演は2世中村又五郎（蒲生氏郷）、春日野八千代（北政所）、小沢栄太郎（徳川家康）、宮口精二（豊臣秀吉）、司葉子/草笛光子（小督）、市川翠扇（おはつ）など
- 千羽鶴 - 太田綾 役
1969年（昭和44年）初演。川端康成作・榎本滋民演出。初演時の共演は森光子（栗本ちか子）、村松英子（太田文子）、林与一（三谷菊治）など。
- 女坂 - 白川倫 役
1970年（昭和45年）3月、芸術座で初演。円地文子作・菊田一夫演出。1988年（昭和63年）1月に帝劇新春特別公演で「五十鈴十種第一回記念」として上演される。
- 菊枕 - 三岡ぬい 役
1974年（昭和49年）に芸術座で初演。松本清張作・小幡欣治演出。初演時の共演は春日野八千代（植田幾久女）、山本學（三岡圭助）など。
- たぬき - 立花家橘之助 役
1974年（昭和49年）に芸術座で初演。榎本滋民作・演出。初演時の共演は江戸家猫八（三遊亭円生）、宮口精二（三遊亭円橘）、丹阿弥谷津子（竹本綾之助）など。
- しぐれ茶屋おりく - おりく 役
1980年（昭和55年）初演。川口松太郎作、石井ふく子演出。初演時の共演は金田龍之介（小山平太郎）、浜木綿子（萩原大和）、乙羽信子（おふね）、山口崇（萩原春袋）など。
- 三味線お千代 - お千代 役
1986年（昭和61年）に東京宝塚劇場で初演。平岩弓枝作、小野田正演出。

#### その他の作品
- 関漢卿 - 朱簾秀 役
1959年（昭和34年）1月上演。第4回新劇合同公演。田漢作・千田是也演出。共演は滝沢修（関漢卿）、東山千栄子（母親）など。
- シラノ・ド・ベルジュラック - ロクサアヌ 役
1960年（昭和35年）10月、歌舞伎座で上演。松浦竹夫演出。共演は2世尾上松緑（シラノ）、17世市村羽左衛門（ルブレ）、3世市川左團次（ラグノオ）、藤間紫（リイズ）など。
- 有馬皇子 - 小足媛 役
1961年（昭和36年）9月、芸術座で「東宝劇団特別公演」として上演。福田恆存作、菊田一夫・戌井市郎演出。共演は8世松本幸四郎（蘇我臣赤兄）、8世市川中車（中臣連鎌足）、草笛光子（額田王）など。
- 華岡青洲の妻 - 於継 役
1967年（昭和42年）、芸術座で初演。有吉佐和子原作・演出。共演は田村高廣（華岡青洲）、司葉子（加恵）、草笛光子（於勝）など。その後3度再演。
- あかさたな - 赤沢あさ 役
1967年（昭和42年）、芸術座で初演。小幡欣治原作・菊田一夫・津村健二演出。共演は三木のり平（大森鉄平）、一の宮あつ子（大森きよ）、井上孝雄（敬吉）など。
- 徳川の夫人たち - 春日局 役
1968年（昭和43年）3月、帝国劇場で初演。吉屋信子作、戌井市郎演出。共演は司葉子（お万の方）、乙羽信子（藤尾）、五世市川染五郎（徳川家光）、星由里子（お蘭）、春日野八千代（天樹院）など。
1995年（平成7年）、東京宝塚劇場で「山田五十鈴舞台生活60周年記念公演」として上演。共演は池内淳子（藤尾）、西郷輝彦（家光）、片平なぎさ（お万の方）など。
- 癩王のテラス - 王太后 役
1969年（昭和44年）、帝国劇場で上演。三島由紀夫作。共演は北大路欣也（王）、森雅之（宰相）、岸田今日子（第一王妃）など。
- 津軽三味線ながれぶし - 大村よね・早川雪 役
1976年（昭和51年）5月、帝国劇場で上演。藤本義一作・津村健二演出。共演は三橋美智也（大村源七）、13世片岡仁左衛門（岡田富造）、市原悦子（米原りつ）、赤木春恵（山根菊）など。
- 千姫曼荼羅 - お市・茶々 役
1976年（昭和51年）10月、帝国劇場で「山田五十鈴舞台生活40周年記念」として上演。榎本滋民作・演出。共演は田村高廣（豊臣秀頼）、丹阿弥谷津子（お久満）、平田昭彦（本多忠刻）、金田龍之介（南光坊天海）、北村和夫（無量坊浄光）など。
- 愛染め高尾 - 高尾太夫 役
1977年（昭和51年）10月、帝国劇場で初演。榎本滋民作・演出。翌年の再演で芸術祭大賞を受賞。
- 樽屋おせん - 樽屋おせん 役
- 草燃える - 北条政子 役
1980年 (昭和55年) 1月2日-1月30日、帝国劇場で上演。共演は田村高廣 (源頼朝) など。
1980年（昭和55年）、芸術座で「山田五十鈴舞台生活45周年記念公演」として上演。榎本滋民作・演出。共演は芦屋雁之助（忠兵衛）、田村高廣（長左衛門）など。
- 女たちの忠臣蔵 - 瑤泉院 役
1980年（昭和55年）12月、帝国劇場で上演。橋田壽賀子原作・石井ふく子演出。共演は山村聡（大石良雄）、草笛光子（大石りく）、宮口精二（間喜兵衛）、荻島真一（大石瀬左衛門）など。
- 笠森お仙 - お仙 役
1981年（昭和56年）5月、帝国劇場で上演。榎本滋民作・演出。共演は江守徹（倉地政之助）、江原真二郎（平賀源内）、朝丘雪路（お藤）など。
- 紅梅館おとせ - おとせ 役
1985年（昭和60年）1月、帝国劇場で「山田五十鈴舞台生活50周年記念公演」として上演。平岩弓枝作・演出。共演は新珠三千代（和宮）、淡島千景（藤尾）、山村聡（勝海舟）など。
- 鬼平犯科帳
鬼平犯科帳 むかしの女（1993年（平成5年）2月、新橋演舞場で初演） - おろく 役
鬼平犯科帳 炎の色（1994年（平成6年）2月、新橋演舞場で初演） - 荒神のお夏 役
鬼平犯科帳 血闘（1995年（平成7年）3月、新橋演舞場で初演） - お里 役
- 隠れ菊 - 上島きく 役
1998年 (平成10年)、1999年 (平成11年)、芸術座で「東宝現代劇3・4月特別公演」として上演。連城三紀彦原作。共演は十朱幸代 (上島通子)、萬田久子、池上季実子、小柳ルミ子(矢萩多衣)、柴俊夫(上島旬平)など。
- 夏しぐれ
2001年（平成13年）、芸術座で上演。石井ふく子原案・演出。共演は京マチ子、榎木孝明、和泉雅子、涼風真世など。最後の舞台作品。

## 音楽活動

### シングル
- 結婚への道（1937年　作詞：若杉雄三郎／作曲：中川栄三、ビクター）※映画『結婚への道』主題歌
- 牡丹の曲（作詞：西條八十／作曲：服部良一。コロムビア・1941年（昭和16年）8月発売）※映画『上海の月』主題歌
- 逢いみての（1942年、作詞：西條八十／作曲：服部良一、コロムビア）※映画『武蔵坊弁慶』主題歌
- カチューシャの唄（1948年、作詞：相馬御風・島村抱月／作曲：中山晋平／編曲：早坂文雄、ビクター）※映画『女優』劇中歌

## 関連書籍
- 山田五十鈴『映画とともに』、三一書房、1953年 / 「人間の記録」日本図書センター、2000年 ISBN 4820559559 - 自叙伝
- 中村又五郎と対談『芝居万華鏡 めぐる舞台のうらおもて』、中央公論社、1982年（新書判） / 小池書院、1997年 ISBN 4883157709（文庫） - 対談
- 津田類『聞き書 女優 山田五十鈴』、平凡社、1997年 ISBN 4582282342 - インタビュー集
- 藤田洋『遍歴 女優 山田五十鈴』、河出書房新社、1998年 ISBN 4309263488
- 升本喜年『紫陽花や 山田五十鈴という女優』、草思社、2003年 ISBN 4794212615
- 『山田五十鈴　日本の映画女優』、石割平編著・円尾敏郎編、ワイズ出版、2008年7月
- 水野晴郎『水野晴郎と銀幕の花々』、近代文芸社、1996年 - 水野による山田を含む女優達のインタビュー集
- 川本三郎『君美わしく 戦後日本映画女優讃』、文藝春秋、1996年 / 文春文庫、2000年 - 川本による山田を含む女優達のインタビュー集
- 美馬勇作[37] 責任編集『女優 山田五十鈴』集英社インターナショナル、2018年 - 舞台写真・共演者インタビュー・年譜を収録した豪華写真集。